# Ínyencfalat
Az Ínyencfalat (eredeti cím: Delirious) 1991-ben bemutatott vígjáték, a szappanoperák egyfajta paródiája.
Főszereplők John Candy, Mariel Hemingway, Emma Samms és Raymond Burr.
Magyarországon 1992 szeptemberében jelent meg videón.

## Cselekménye
A „film a filmben szereplők nevei dőlt betűkkel vannak írva”.
Jack Gable (John Candy) egy tévésorozat írója és társproducere. A sorozat (Beyond Our Dreams – „Álmainkon túl”) megújításra szorul, mert a főszereplőnő, Laura (Emma Samms) túl sokba kerül, ezért ki akarják írni a sorozatból Rachel Hedison figuráját, Jack azonban nem engedi, mert vonzódik Laurához. Jack két társproducere titokban egy másik írót is foglalkoztat, Arnie Fettermant, aki jelentősen átírja Jack szövegét és számítógépen dolgozik, míg Jack még mindig elektromos írógépen. Az új szerep Janet DuBois, akit egy ismeretlen színésznő játszana, erre szereplőket hívnak be. Jack véletlenül rálép az egyik jelentkező (Mariel Hemingway) kezére, majd leszakítja az egyik ruhaujját. Szeretné jóvátenni az ügyetlenségét, ezért megígéri neki, hogy megkapja a szerepet.
A sorozat következő epizódjában Rachel Hedison apja betegágya mellett van az orvos és egy nővér társaságában. Apja tüdő-, máj- és szívátültetésen esett át, ami az orvos szerint „szinte rutinműtét”. Megérkezik Blake Hedison egy csokor virággal. Rachel és orvos barátja kimennek a folyosóra beszélgetni. Itt Rachel azt mondja, hogy nem szeretné, ha Blake örökölne mindent.
Jack egyelőre Laura bűvöletében él, aki amikor összevesznek a barátjával, a sorozatban orvos játszó Dennis-szel, Laura arra kéri Jacket, hogy kísérje el egy hétvégére Vermontba. Jack odavan a gyönyörűségtől, amikor azonban kocsija, egy Oldsmobile szedán csomagtartójába pakolja Laura számtalan bőröndjét, váratlanul feltűnik Dennis és vadul csókolózni kezdenek Laurával. Jackre kijózanítólag hat a látvány, amikor lezárja a csomagtartót, az azonban hirtelen kivágódik és Jack állához csapódik. Jack a mögötte álló kocsi motorháztetőjére zuhan és elájul. Elhatározza azonban, hogy Laura távolléte nem fogja elrontani a hétvégéjét, és tovább halad a kocsijával. Egy beláthatatlan jobbkanyarban egy teherautó tülkölését lehet hallani, majd Jack kiáltását.
Jack egy kórházi ágyon tér magához, ahol doktor Kirkwood világít a szemébe, és azt mondja neki, hogy az Ashford Falls városi kórházban van. Jack azt hiszi, hogy a kollégák tréfát űznek vele, azonban amikor kinéz az ablakon, minden úgy van, mint az általa megálmodott városkában, Ashford Falls-ban, New York egyik gazdag és nyugodt kertvárosában. Jack azt hiszi, hogy meghalt és a pokolra került, ahol büntetésül az általa kitalált városban kell élnie. Mivel csak néhány karcolás van rajta és a leletei negatívak voltak, elhagyhatja a kórházat. A tolókocsit (amiben a kórházi szabályzat szerint szállítani kell) egy civil ruhás nő tolja ki a kapuig. A nő azt hiszi, ő egy pénzes pasas, egy bizonyos Jack Gates, aki levelet írt neki, és meg akarja venni apja, Fletcher DuBois találmányát. Egy sárga, nyitott platós teherautóba szállnak be, amit érdeklődve figyel egy piros öltönyös, félszemű pasas, aki akkor száll ki egy kocsiból. A pasas Ty Hedison, Hedison idősebb fia, akit a papa nem vesz komolyan, a fiatalabb fiú, Blake a kedvence, még akkor is, amikor az ötlet Ty-tól származik.
Jack egy motel (szálláshely)ben vesz ki szobát. Az autószerelő, Len nőiesen öltözködő homoszexuális (szerelés közben is szivárványszín, kötött melltartót hord és ki van rúzsozva a szája), akit két éve ő írt meg, de azóta nem szerepelt. Jacknek gyanús lesz a dolog. Mivel Janetnek bizonygatja, hogy ő író, és el akar menni innen, Janet azt mondja neki, hogy „ha el akar menni, írja ki magát”. Jack fejébe szöget üt a dolog. Mivel az autószerelő azt mondja, hogy nincs alkatrész a hűtő cseréjéhez, Jack azt írja az írógéppel, hogy „Len szerez egy új hűtőt Mr Gable kocsijába, és felhívja Mr Gable-t, hogy az autó kész”. Hamarosan csörög a telefon, és a szerelő jelenti, hogy az autó kész, mert valahonnan előkerült a szükséges alkatrész. Gable nagyon örül. Ugyanakkor a papírról eltűnnek a mondatok, amiket írt... Gyorsan összepakol, és lerohan taxit fogni, de kettő is elmegy. Megérkezik Rachel, akit Jack „Laura” néven üdvözöl, de a nő nem ismeri meg. Jack rájön, hogy fölösleges lenne elrohannia, és visszasétál a motelba.
Rachel és Paul lovaglás előtt beszélgetnek. Rachel arra akarja rávenni Pault, hogy növelje meg Blake gyógyszeradagját, bár Paul jelzi neki, hogy a szer „még kísérleti stádiumban van és szörnyű mellékhatásai lehetnek”. Paul szeretné, ha összeházasodnának, Rachel azonban elutasítja ezt. Paul ennek ellenére megígéri, hogy növelni fogja Blake dózisát, Rachel erre egy csókot ad neki.
Jack Gable a motelszobájában komótosan nekilát az írásnak. Amikor azonban felidézi, hogy Rachel kilovagol aznap délután, eszébe jut, hogy a társproducerei most akarják megölni Rachelt, akire ekkor rálőnek egy teherautóból. Rachel azonban nem hal meg, lova vágtatni kezd. Jack Gable beleírja saját magát a jelenetbe, amint a szakadék szélén megállítja Rachel lovát. A visszautat azonban nem írta meg, így hamarosan leesik a lóról. Eközben Janet siet a segítségére, aki szintén akkor éppen arra lovagol. Janet elmondja neki, hogy őt igazán a hangyák érdeklik, azokat tanulmányozza.
Hedisonék vacsorai asztalánál Rachel arról érdeklődik, hogy mivel foglalkozik a vállalat. Apja elmondja neki, hogy egy újfajta találmány lehetővé teszi, hogy valaki annyit egyen, amennyit akar, majd egy tabletta eltünteti a fölös szénhidrátokat. Rachelnek rögtön az jut eszébe, hogy ebből milliomos lesz, Blake azonban hozzáteszi, hogy megelőzhetik őket, mert Fletcher DuBois is ezen a találmányon dolgozott. Blake azt is megjegyzi, hogy vérzik a fogínye.
Janet dühösen felhívja Jacket apja feldúlt laborjából, mert az hiszi, hogy Jack el akarja lopni tőle a találmányt. Telefonálás közben Janet meghallja, hogy még van ott valaki, ezért megtölt egy kétcsöves puskát, azonban a támadók ártalmatlanná teszik és egy székhez kötözik. Jack rájön, hogy ezt megint a másik író írta, és beleírja magát a történetbe. A labor falán hirtelen egy színes üvegablak keletkezik, amin keresztül Jack egy tigrisugrással repül be és lefegyverzi a két fegyveres támadót, akik elmenekülnek.
Jack és Janet az utcán sétálgatnak. Egy vendéglő előtt állnak meg, ami Janet szerint néhány órája még nem volt ott. Janet lazacot rendel krémsajttal és fahéjas szósszal, amit a szakács utálkozva ad a pincérnek. Beszélgetés közben Janet felajánlja, hogy szívesen látja „Gates”-t az otthonában, mert szeret főzni. Másnap aukciót tartanak a városka főterén. „Gates” (vagyis Jack Gable) egy kétüléses piros Ferrarival érkezik, amit felajánl jótékony célra. Doktor Kirkwood licitálni kezd az autóra, mert Rachel szeretné megkapni a kocsit, de „Gates” is licitál és végül ő maga vásárolja vissza a saját kocsiját 1 millió dollárért.
Innentől kezdve az események összekuszálódnak kissé, bár Jack gondoskodik róla, hogy minden szereplőnek legyen elfoglaltsága, és ő vihesse a kocsijával Rachelt. Vezetés közben beköti a saját szemét, ezzel demonstrálja, hogy mennyire megbízik Rachelben.
Este Janet vacsorára várja Jacket, azonban helyette az igazi Jack Gates érkezik meg. Amikor Jack kiszáll a kocsijából és a szállodába tart, Ty a harangtoronyból egy távcsöves puskával le akarja lőni, azonban a portást találja el.
Jack a szállodai szobájában ott találja Janetet és Jack Gatest is (Robert Wagner). Janet elnézést kér Jack Gatestől és átadja neki az apja találmányának leírását tartalmazó kis sárga borítékot. Jack Gatest az ablakon keresztül lelövi valaki, a fehér ingen egy piros folt jelenik meg. Jack eszeveszetten írni kezd, hogy Jack Gates ne haljon meg – a piros vérfolt fokozatosan eltűnik és Jack Gates magához tér. Jack azonban még azt is leírja, hogy Jack Gatesnek Clevelandbe kell mennie. Az ájult Janet számára azt írja, hogy Afrikában van, és a hangyák kutatásával foglalkozik (ahogy Janet beszélt róla neki).
Doktor Kirkwood elhagyja a Helen nevű ápolónőt és Rachellel megy a kocsijában. Rachel azt kéri tőle, hogy ha bízik benne, akkor kösse be a szemét (ahogy korábban Jack Gable tette). Doktor Kirkwood a patakba esik a kocsijával, de megússzák a balesetet.
Jack Gable a szobájában leissza magát, mert azt hiszi, hogy majdnem megölte Rachelt, azonban rájön, hogy a balesetet is más valaki írta. Rachel meghívja a hétvégére az apja házába, aki partit ad. Rachel azt kéri, vigye magával a találmány leírását.
Jack tovább iszik, és elkezdi írni a hétvége sztoriját, és bár bosszantó elgépeléseket vét, ezeket észreveszi és korrigálja (az eredetiben house: „ház” helyett mouse-t: „egér”t ír).
A partin Jack Gable Liszt Ferenc: Magyar rapszódia 2. darabjából zongorázik. Megérkezik Janet, mert azt az értesítést kapta, hogy az idősebb Hedison beszélni akar vele. Blake haja csomókban hullik, és a nyakán egy hatalmas kidudorodás van, amit Doktor Kirkwood döbbenten vesz észre. Előkerül egy „hajrálány”, Jack a Lincoln gimnáziumból egyik iskolatársa, de hamarosan el is tűnik. Két rénszarvast vezetnek be, mert „kifogyott a bakszőr”, mire Jack megjegyzi, hogy az „bak sör”, csak elírás. Egy színes bőrű férfi fuldoklik, Doktor Kirkwood elölről átkarolva próbál segíteni rajta, majd megérkezik Jack, hátulról átkarolja a férfit, majd bejelenti a körülötte állóknak: „a Heimlich-módszer”, és a férfi száján kiesik az a falat, ami megakadt a torkán. Mindenki tapsol, Doktor Kirkwood pedig magyarázkodni kezd, hogy ezt ő is ismerte.
Jack és Rachel ez zenés-táncos párost adnak elő a szabadban egy színpadon (az It's a Men's World zenéjére).
A partira eközben befut Helen, az ápolónő, és egy iratot ad át idősebb Hedisonnak. Ebben az áll, hogy nem Rachel az igazi lánya, hanem Janet, csak a kórházban elcserélték a két gyereket. Janet eddigre átöltözött és egy fehér csipkeruhát vett fel. Jack a partin is tovább írja a történetet, de amikor a Rachelről és róla szóló rész Rachel hosszú, érzéki combjának leírásába torkollik, Jack észbe kap, felkapja az írógépet és a falhoz vágja.
Janet csipkeruhában jön lefelé a lépcsőn, majd elesik. Amikor a találmány felől érdeklődik, Jack kénytelen megmondani neki, hogy azt odaadta Rachelnek. Janetet idősebb Hedison a könyvtárszobába viszi, ahol felfedik előtte, hogy ő valójában Hedison-lány. Rachel el akar menni Jackkel. Paul Kirkwood a mosdóban megpróbál öngyilkos lenni egy pisztollyal, de éppen akkor lép be Blake és a lövés félremegy. Blake rendkívül szomjas és a szájából két fog hullik a mosdóba. Amikor Rachel távozni akar Jackkel, idősebb Hedison elmondja neki, hogy ő nem Hedison-lány. Janet közli Jackkel, hogy a találmányt nem adja el, az a családban marad. Blake a Paul Kirkwoodtól elvett pisztollyal meg akarja ölni Rachelt, mert Paul mindent elmondott neki. A lövés azonban Janetet találja el. Janetet elviszi a mentő. Rachel ráveszi Pault, hogy ölje meg Janetet a műtőben. A beszélgetést azonban Blake is hallja. Ty-t elviszik az őrültekházába. Jack tolatás közben elüti Blake-et, aki figyelmezteti, hogy Paul mire készül. Jack telefonos segítséget kér egy írógépjavítótól és összerakja az írógépét. A műtőben Janet fekszik, Paul beöltözve, Rachel pedig kint várakozik és jeleket ad neki. Jack írni kezd. Váratlanul megjelenik nála Jack Gates egy duplacsövű puskával. Jack még leírja, hogy „Janet magához tér, lassan kinyitja a szemét...”, ekkor azonban Jack Gates lelövi az írót.
Jack magához tér egy fehér ágyon és ismét Paul és Rachel vannak mellette. Rachelnek jól beolvas, Paulon pedig Janet állapotát kéri számon, azonban biztosítják róla, hogy Janet jól van. Jack hirtelen ráébred, hogy visszakerült a valóságba. Jack Janet keresésére indul, de késő van, a stúdióban csak a takarítót találja. Másnap a stúdióban Janet-válogatást tartanak, Jacknek azonban egyik jelölt sem tetszik. Amikor társ-producereivel beszél, azok szőke hölgytagja fulladozni kezd a szendvicsétől. Jack hajlandó alkalmazni rajta a „Heimlich-fogás”-t, de csak akkor, ha Janet sorsát ő alakíthatja.
A Janet-válogatáson részt vett Louise csalódottan telefonál az anyjának az épület előcsarnokából, mivel nem kapta meg a szerepet. A táskája leesik és tartalma kiszóródik, de Jack ezúttal nem veszi észre, amikor elmegy mellette.
Jack a filmben is szerepelt új étterembe tér be, ahol valaki ugyanazt rendeli, mint akkor: lazacot krémsajttal és fahéjas szósszal. Jack ebből tudja, hogy megtalálta a filmbeli Janetet. Egy pincér hangyákat lát és lefújja őket, Janet ezt meg akarja akadályozni, közben a hangyairtó Jack szemébe megy, aki átmenetileg nem lát tőle, ezért tévedésből egy alacsony ázsiai hölgy kezét fogja meg Janeté helyett, akinek újból megígéri, hogy az övé lesz a szerep.
Jack és Janet sétálgatva beszélgetnek a sorozatról. Jack röviden összefoglalja a további bonyodalmakat, majd korcsolyázni mennek.

## Szereposztás
| Karakter                          | Színész             | 1. magyar hang         | 2. magyar hang  |
| --------------------------------- | ------------------- | ---------------------- | --------------- |
| Jack Gable                        | John Candy          | Vajda László           | Kerekes József  |
| Janet Dubois / Louise             | Mariel Hemingway    | Györgyi Anna           | Götz Anna       |
| Rachel Hedison / Laura Claybourne | Emma Samms          | Détár Enikő            |                 |
| Carter Hedison                    | Raymond Burr        | Huszár László          | Garai Róbert    |
| Blake Hedison                     | Dylan Baker         | Forgács Péter          | Bodrogi Attila  |
| Ty Hedison                        | Charles Rocket      | Sinkovits-Vitay András | Dányi Krisztián |
| Dr. Paul Kirkwood / Dennis        | David Rasche        | Balázsi Gyula          | Rubold Ödön     |
| Helen Caldwell nővér              | Andrea Thompson     | Spilák Klára           | Orosz Helga     |
| Mickey                            | Zach Grenier        | Maros Gábor            |                 |
| Lou Sherwood                      | Jerry Orbach        | Barbinek Péter         | Háda János      |
| Arlene Sherwood                   | Renée Taylor        | Tóth Judit             |                 |
| Fetterman                         | Milt Oberman        | Zágoni Zsolt           | Balázsi Gyula   |
| Kábeles fickó                     | Mark Boone Junior   | Csuja Imre             | Szokol Péter    |
| Edward, a komornyik               | Tony Steedman       | Szoó György            | Uri István      |
| Len                               | John Michael Bolger | Holl Nándor            |                 |
| Marge                             | Rita Gomez          |                        | Andai Kati      |
| TV-riporter                       | Stephanie Segal     | Koffler Gizi           |                 |
| Sofőr                             | Mark Zuelke         | Barabás Kiss Zoltán    | Előd Álmos      |
| Riley                             | Dick Durock         | Gruber Hugó            | Németh Gábor    |
| Mason                             | Anthony G. Schmidt  |                        |                 |
| Manny                             | Murray Rubin        | Kardos Gábor           | Pálfai Péter    |
| Aukciós                           | Peter Bromilow      | Antal László           | Karsai István   |
| Londiner                          | Patrick Bristow     |                        |                 |
| Manu                              | Jason Ross-Azikiwe  | Imre István            | Papucsek Vilmos |
| Donna                             | Brooke Ashley       | Somlai Edina           | Molnár Ilona    |
| Idős férfi                        | Glenn Dixon         | Antal László           | Uri István      |
| Írógépjavító                      | Marvin Kaplan       | Móni Ottó              | Pálfai Péter    |
| Fetterman titkárnője              | Elaine Swayneson    | Némedi Mari            | Kiss Erika      |
| Jack Gates                        | Robert Wagner       | Juhász Jácint          | Harmath Imre    |

## Fogadtatás
A filmet a kritikusok fanyalogva fogadták, a nézőknek azonban tetszett A film anyagilag bukás volt.

## Érdekesség
- Ebben a filmben szerepelt utoljára Raymond Burr, és ez Tom Mankiewicz utolsó rendezése (2010-ben halt meg).
- A női mosdóban Hemingway-nek Margot Kidder kameoszerepben azt mondja: „ne izgulj, ez csak egy meghallgatás”.

## Fordítás
Ez a szócikk részben vagy egészben  a   Delirious (film) című angol Wikipédia-szócikk fordításán alapul.  Az eredeti cikk szerkesztőit annak laptörténete sorolja fel. Ez a jelzés csupán a megfogalmazás eredetét és a szerzői jogokat jelzi, nem szolgál a cikkben szereplő információk forrásmegjelöléseként.